# Обердик, Иоганн Георг Конрад
Иоганн Георг Конрад Обердик (нем. Johann Georg Conrad Oberdieck; 30 августа 1794, Хемминген (Нижняя Саксония) — 24 февраля 1880, Херцберг-ам-Харц, Пруссия) — немецкий учёный-помолог, лютеранский пастор, суперинтендент (1794—1880), известный плодовод, составивший коллекцию свыше 4000 видов плодовых деревьев.

## Биография

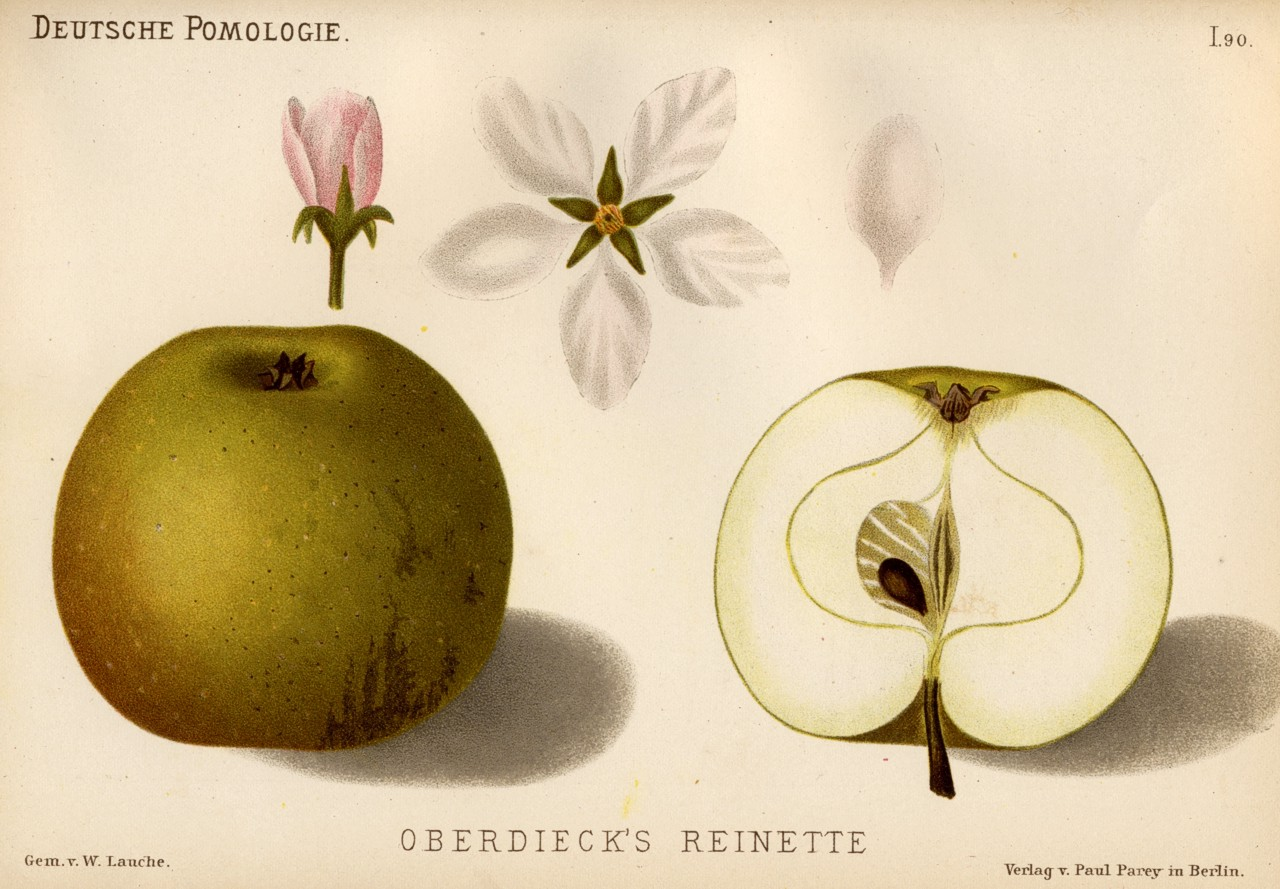
Ренет Обердика (1882-83)

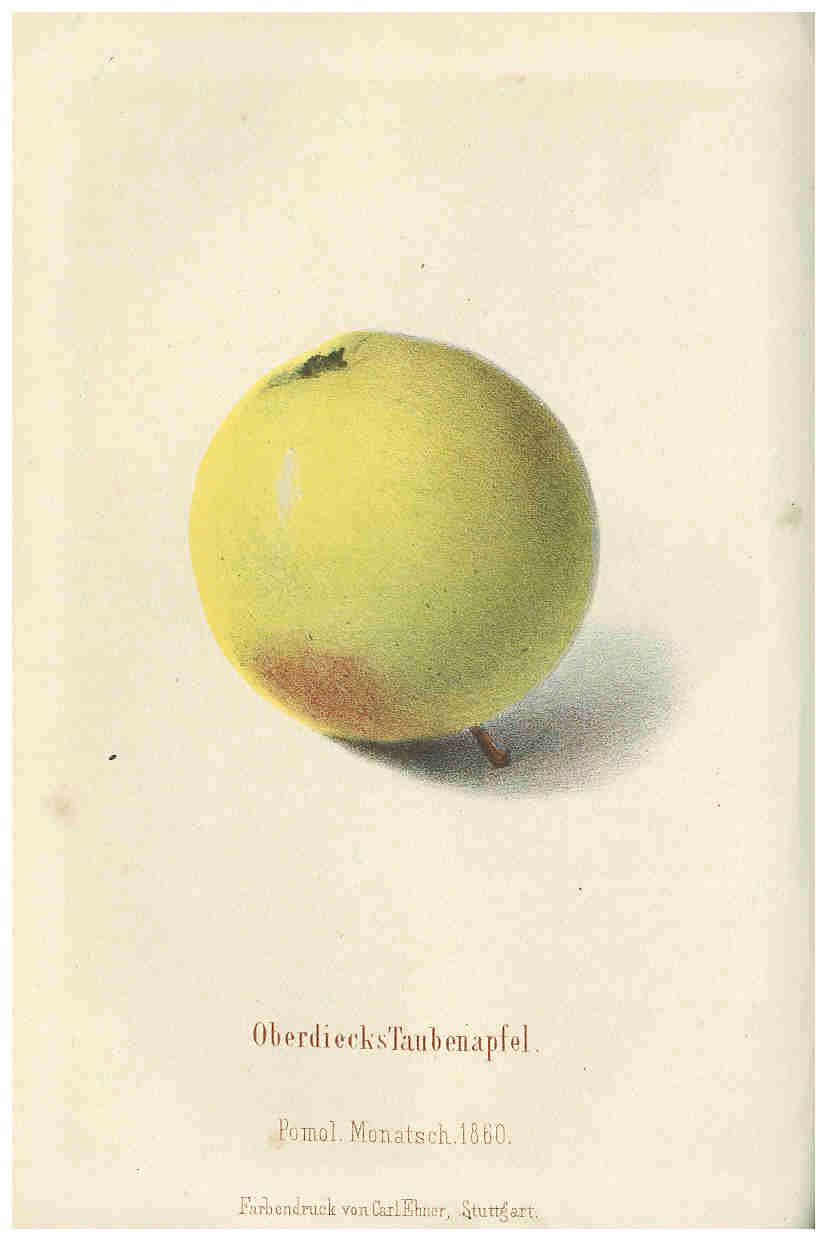
Таубенапфель Обердика

Родился в семье евангелического пастора. С 1812 по 1815 год изучал теологию в Гёттингенском университете. Зарабатывал на учёбу частным репетиторством. Позже в Люнебурге работал помощником директора школы.
Ещё в годы студенчества в дополнение к теологии интенсивно занимался естественными науками, занимался улучшением качества фруктов, созданием новых лучших сортов.
Благодаря его усилиям были учреждены правительственные опытные фруктовые сады.
Автор сочинений по помологии:
- «Die Probe— oder Sortenbäume» (1844),
- «Illustriertes Handbuch der Obstkunde» (1858—75),
- «Beiträge zur Hebung der Obstkultur» (1857) и др.

В сотрудничестве с Лукасом издавал с 1855 года ежемесячный помологический журнал «Pomologische Monatshefte».